# Catapariprosopa cilipes
Catapariprosopa cilipes är en tvåvingeart som först beskrevs av Louis-Paul Mesnil 1978.  Catapariprosopa cilipes ingår i släktet Catapariprosopa och familjen parasitflugor.
Artens utbredningsområde är Madagaskar. Inga underarter finns listade i Catalogue of Life.